# 海面升降運動
海面升降運動是指由于海洋水量或洋盆容积的变化，引起海侵與海退的全球海平面升降运动。海面升降運動分為三種：气候变化造成冰川融化或擴大，导致海面上升或下降，称冰川海面升降运动；造山運動抬高陸地，或海底扩张加快、洋脊体积增大，导致海面上升或下降，称构造海面升降运动；海洋沉积物积累致洋盆容量变化，导致海面上升或下降，称沉积海面升降运动。